# Донато, Фабрицио
Фабрицио Донато (итал. Fabrizio Donato, род. 14 августа 1976 года) — итальянский легкоатлет, который специализируется в тройном прыжке. Бронзовый призёр Олимпийских игр 2012 года с результатом 17,48 м. Чемпион Европы 2012 года — 17,63 м. Участник пяти Олимпийских игр.
В настоящее время владеет рекордами Италии в тройном прыжке: на открытом воздухе — 17,60 м; в помещении 17,73 м. Личные рекорды в прыжке в длину: на открытом воздухе — 8,00 м; в помещении — 8,03 м.